# Le Mesnil-Amelot
Le Mesnil-Amelot è un comune francese di 875 abitanti situato nel dipartimento di Senna e Marna nella regione dell'Île-de-France.

## Società

### Evoluzione demografica
Abitanti censiti